# 日本アームレスリング連盟
一般社団法人JAWA日本アームレスリング連盟（ジャワにほんアームレスリングれんめい、英: Japan ArmWrestling Association、JAWA）は、日本ワールドゲームズ協会に加盟している日本のアームレスリング国内競技連盟。通称JAWA（ジャワ）。

## 沿革
連盟設立のきっかけとなったのが、東京12チャンネルで1975年4月から2年間放送された番組「勝抜き腕相撲」である。5分間番組とはいえ毎夜（22：50～）放送されたことで次第に大きな話題を呼んだ。番組の協力者であった遠藤光男がテレビ局から「潜在的な競技者も多いことだし、組織をつくってはどうか」と持ちかけられたことを契機に設立を検討。

1977年（昭和52年）5月、遠藤光男を創設者とし、日本の伝統的な格闘技「腕相撲」に国際競技規定を参考にしたルールを設定することにより、「いつでも、どこでも、誰でもできる」を標榜とする、日本初のアームレスリングの競技団体を設立した。
1977年5月22日、全日本アームレスリング選手権大会を新宿区のスポーツ会館で開催、全国のボディビルジムやパワーリフティングジムから約50人が参加した。

翌1978年に第2回大会、1980年に第3回大会、1985年に第4回大会と8年間で4回しか開かれなかったが、1987年の第5回大会以降は毎年開催し女子の部も設立された。この頃から大会の参加者も徐々に増え始め、各地に連盟支部が結成された。

2005年（平成17年）3月6日開催の西日本オープン選手権より、JAWAも世界アームレスリング連盟（WAF)規定の競技ルールと競技台を採用する。
2016年（平成28年）WAFから除名される。(その後、JAWA全日本選手権大会はWAF世界大会選考は兼ねていない。)

2016年11月17日、一般社団法人日本アームレスリング連盟として法人化。
2017年（平成29年）6月11日、愛媛国体のデモンストレーションスポーツとして実施されたアームレスリングの運営を補助。分裂したAJAFの選手と団体の垣根を越え対戦が実現した。
2019年（平成30年）4月、和佐義文を理事長とした新体制発足。創立者の遠藤光男は終身名誉会長に就任。また同年の理事会にて傘下組織として、障碍者の選手の健常者大会への参加を後押しする「JBAF日本バリアフリーアームレスリング連盟」の発足を目指すことが全会一致で採決された。

2019年（令和元年）5月17日、所在地を東京都墨田区から茨城県牛久市に住所移転。
2019年10月6日、本部を置く茨城県開催の、茨城国体のデモンストレーションスポーツで行われたアームレスリングを運営する。
2019年10月27日、アメリカ合衆国アームレスリング連盟（USAA）の公式プレスリリースがあり、国際アームレスリング連盟（IFA）への加盟が正式に発表された。

## 組織分裂騒動
2002年頃、JAWAの体制に反発した一部道場や有力選手が脱退し、オールジャパンアームレスリング連盟(AJAF)を設立、2016年7月には第３の団体であるJAF日本アームレスリング連盟が設立されJAWAに替り世界アームレスリング連盟の加盟団体となった。

## 改称
2019年5月14日、一般社団法人日本アームレスリング連盟から社名変更。

## 歴代代表
- 初代　遠藤光男（会長）　1977年 - 2019年4月
- 2代　 和佐義文（理事長）　2019年4月 -

## 支部
出典：支部連盟・公認ジム一覧

全国39支部設置、公認クラブ58ヶ所
北海道・東北地方
- 北海道支部連盟 - hokkaidoarm
- 青森県支部連盟
- 岩手県支部連盟
- 宮城県支部連盟 - 仙台闘腕クラブ
- 秋田県支部連盟 - ガッチリ隊!CHANNEL
- 山形県支部連盟
- 福島県支部連盟

関東地方
- 茨城県支部連盟
- 埼玉県支部連盟
- 東京都支部連盟
- 神奈川県支部連盟

信越・北陸地方
- 新潟県支部連盟
- 富山県支部連盟
- 石川県支部連盟
- 福井県支部連盟

東海地方
- 山梨県支部連盟
- 静岡県支部連盟
- 愛知県支部連盟
- 三重県支部連盟

近畿地方
- 滋賀県支部連盟
- 京都府支部連盟
- 大阪府支部連盟
- 兵庫県支部連盟
- 奈良県支部連盟
- 和歌山県支部連盟

中国地方
- 鳥取県支部連盟
- 広島県支部連盟
- 山口県支部連盟

四国地方
- 香川県支部連盟
- 徳島県支部連盟
- 愛媛県支部連盟
- 高知県支部連盟

九州・沖縄地方
- 福岡県支部連盟
- 佐賀県支部連盟
- 熊本県支部連盟
- 大分県支部連盟
- 宮崎県支部連盟
- 鹿児島支部連盟
- 沖縄県支部連盟

## 主要な大会
- JAWA全日本アームレスリング選手権大会
- JAWA全国高等学校アームレスリング選手権大会
- JAWA全日本ジュニアアームレスリング選手権大会（15歳から21歳までを対象）
- JAWA全日本マスターズアームレスリング選手権大会（40歳以上、50歳以上、60歳以上の3部門）
- 全日本アームレスリングストラップ選手権大会(全競技をストラップ使用で開始する)

## 関連書籍
- 『これがアームレスリングだ!!』日本アームレスリング連盟編、ベースボール・マガジン社、1998年6月10日。ISBN 4583035209

## 同一競技の別団体
- オールジャパンアームレスリング連盟（AJAF）
- JAF日本アームレスリング連盟